# OS X v10.10
OS X v10.10 are numele de cod Yosemite și este a unsprezecea versiune a OS X.
OS X Yosemite a fost anunțat și a fost lansat pentru dezvoltatori pe 2 iunie 2014, la WWDC 2014. Versiunea beta a fost lansată public pentru testeri pe 24 iulie 2014.
Yosemite a fost lansat pentru consumatori pe data de 16 octombrie 2014. Denumirea de Yosemite a primit-o după Parcul Național Yosemite din California.

## Caracteristici

### Design
Multe dintre pictogramele din bara de meniu au fost actualizate pentru a fi mai subțiri, au fost curățate și sunt mai clare. Pictograma bateriei a fost actualizată să se potrivească cu stilul lui iOS 7. 
Având în vedere că stilul de design tinde spre o paletă luminoasă, Apple a făcut alegerea deosebită a utilizării unui albastru închis, mat pentru a indica statului selectat.
Bara de meniu este la același nivel cu restul spațiului de lucru. 
În interiorul aplicației este o bară de instrumente restrânsă cu butoane ascunse sau ordonate într-un singur rând.
În Finder butoanele roșu, galben și verde din colțul din stânga sus nu au efecte 3D. 

### Mail
Prima caracteristică importantă este Mail Drop care permite trimiterea de atașamente până la 5 GB prin trimiterea acestora la icloud și după, permite destinatarului descărcarea.
A doua caracteristică nouă este child poster pentru extensii. Yosemite permite părților terțe adăugarea funcționalității la aplicațiile și caracteristicile Yosemite, într-un mod similar ca extensile lui iOS 8. 
Acesta e numit Markup și permite adnotarea atașamentelor de imagine din interior Mail.

### Centru de notificări
Centru de notificări are o schimbare majoră: există două file, unul numit Notificări și al doilea numit Today (astăzi).
Numele de Today la aceeași filă s-a adăugat la Centrul de notificări din iOS 7. 
A fost proiectat pentru a oferi o vizualizare rapidă a zilei curente care este compus dintr-un memento, vremea și un calculator. 
Widget-urile în Today sunt similare ca în iOS 8.

## Cerințe de sistem
Apple a confirmat că Mac-ul va avea nevoie de 2 GB de RAM pentru a rula Yosemite și spațiul de stocare de 8 GB. 
Este necesar OS X 10.6.8 deoarece trebuie avut Mac App Store în scopul descărcării actualizării înainte de instalare.
Apple anunță oficial că OS X Yosemite rulează pe următoarele categorii Mac:
- iMac (de la mijlocul anului 2007 sau ulterior)
- MacBook (13 " de la sfârșitul anului 2008 de aluminiu, începutul anului 2009 sau ulterior)
- MacBook Pro (13 "mijlocul lui 2009 sau ulterior)
- MacBook Pro (15 "mijlocul / sfârșitul anului 2007 sau ulterior)
- MacBook Pro (17 " după 2007 sau ulterior)
- MacBook Air (sfârșitul anului 2008 sau ulterior)
- Mac mini (începutul anului 2009 sau ulterior)
- Mac Pro (timpurie 2008 sau ulterior)
- Xserve (începutul anului 2009)

## Istoric versiuni
| Versiunea | Build  | Data lansării     |
| --------- | ------ | ----------------- |
| 10.10     | 14A389 | 16 octombrie 2014 |
| 10.10.1   | 14B25  | 17 noiembrie 2014 |
| 10.10.2   | 14C94b | Developer preview |